# Хрін звичайний
Хрін звича́йний (Armoracia rusticana P.G. Gaertn., B. Mey. & Scherb) — багаторічна трав'яна рослина висотою 40-150 см з родини капустяних, коріння якої вживають як приправу до їжі, у консервуванні та в домашньому лікуванні. Поширена по всій території України.

## Назва
Серед країн Східної Європи та в Німеччині рослина має схожу назву: хрен, křen, хрэн, hrean, krienai, хрян, chren, їд. כריין (khreyn), нім. Kren. В англійській мові називають «конячою редькою» (англ. Horseradish).

## Опис
Корінь м'ясистий, товстий. Стебло пряме, гіллясте. Прикореневе листя велике, довгасто-округле, зарубчасте по краю, з довгими черешками, нижні — стеблові, перистороздільні, середні — довгасто-ланцетні, верхні — лінійні. Цвіте у червні — липні. Квітки білі. Плід — овальний стручок.

## Поширення та середовище існування
Хрін звичайний поширений у південно-східній Європі (у тому числі в Україні), європейській частині Росії, в Західному і Середньому Сибіру. Росте на вогких луках, по берегах річок і сміттєвих місцях, культивують у городах.

## Практичне використання

### Хімічний склад
Корені містять вуглеводи (глюкозу, галактозу, арабінозу), сапоніни, вітаміни С, Bi і ВГ, флавоноїди, гірчичну олію та тіоглікозіди. У листках знайдені алкалоїди, вітамін С, каротин, флавоноїди та мінеральні солі (кальцій, калій і фосфор).
Алілова гірчична олія в хріні знаходиться не у вільному стані, а в складі сінігрину — С10Н16KNS2О9, який під дією ферменту мірозину розщеплюється на цукор, кислу сірчанокалієву сіль і гірчичну олію.

### У харчуванні
Коріння хрону їстівне і є приправою до різних страв. Молоде свіже листя додають у салати і супи, використовують при засолюванні капусти, огірків та помідорів. Гострий запах тертому хрону надають ефірна і гірчична олії. У неочищених коренях дуже довго зберігається вітамін С, а в подрібнених і залишених відкритими він втрачається за 1 рік. Натертий хрон рекомендується відразу ж залити оцтом, так як в кислому середовищі вітамін С не руйнується.
В Україні та інших країнах Європи популярна приправа — перемелений хрін з буряком - цвіклі. Традиційно вживають з м'ясом та холодцем. У Польщі з хрону готують великодній суп. Підфарбований у зелений колір хрон є сурогатом васабі.

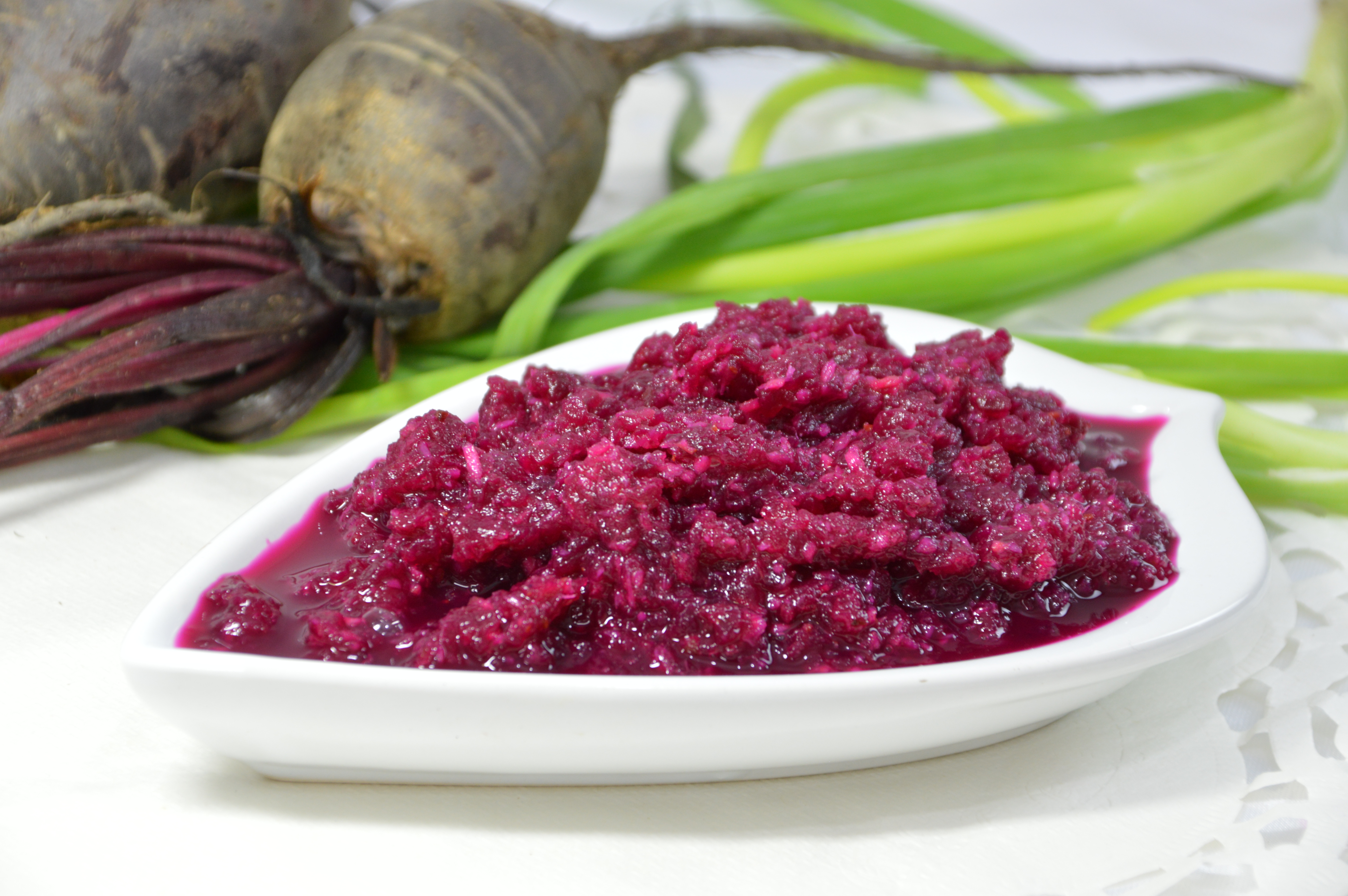
Хрін з буряком
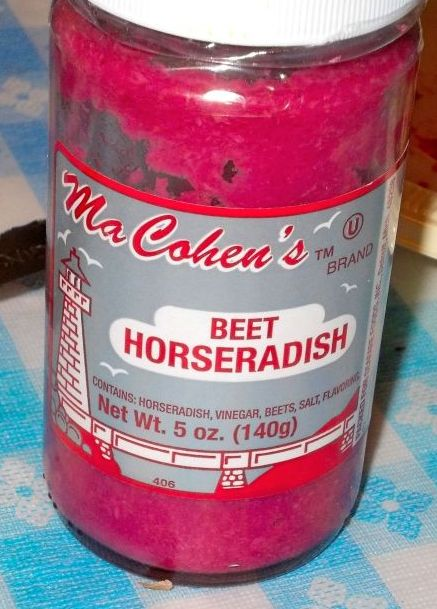
Банка хрону з буряком
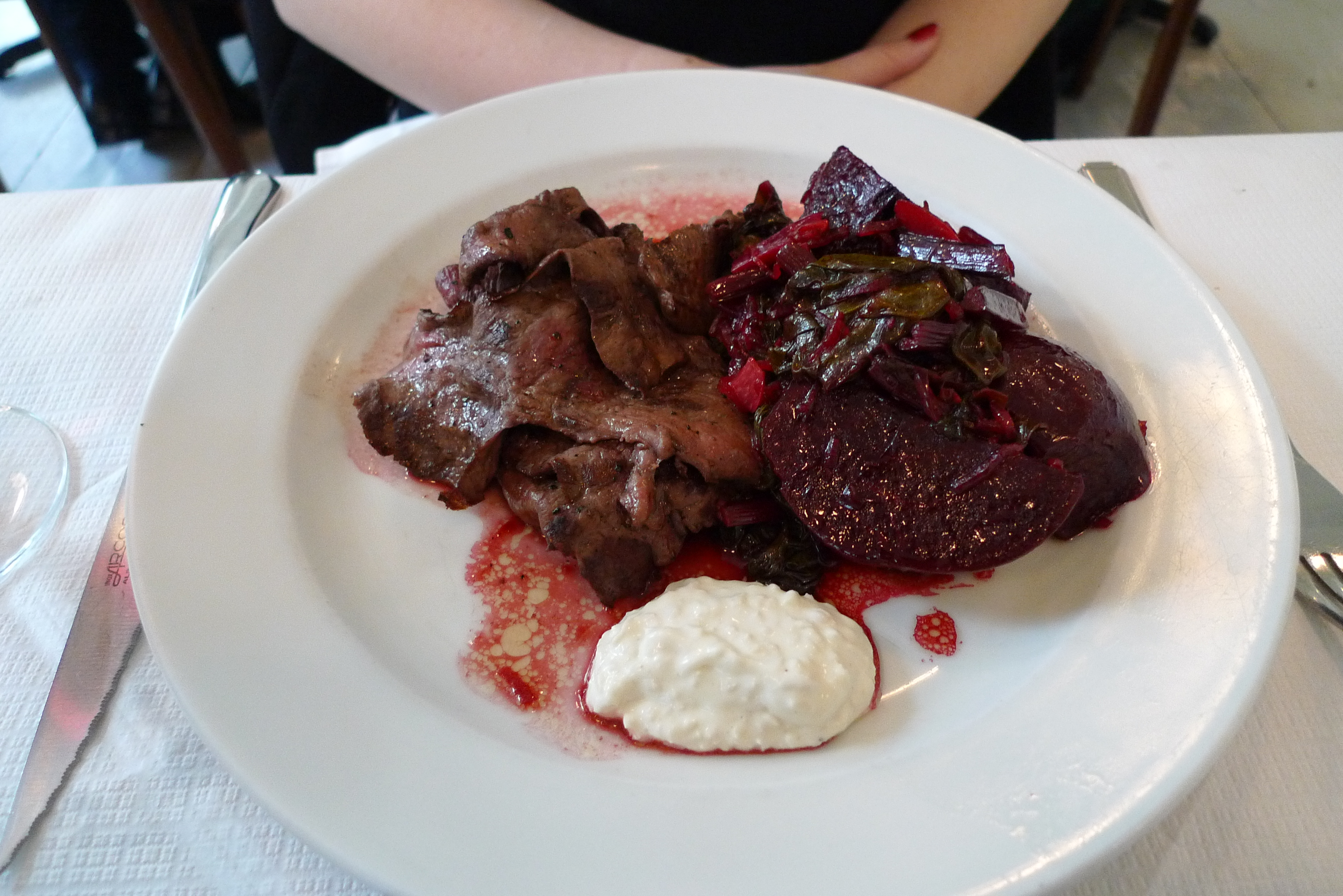
Сервірування м'яса з хроном
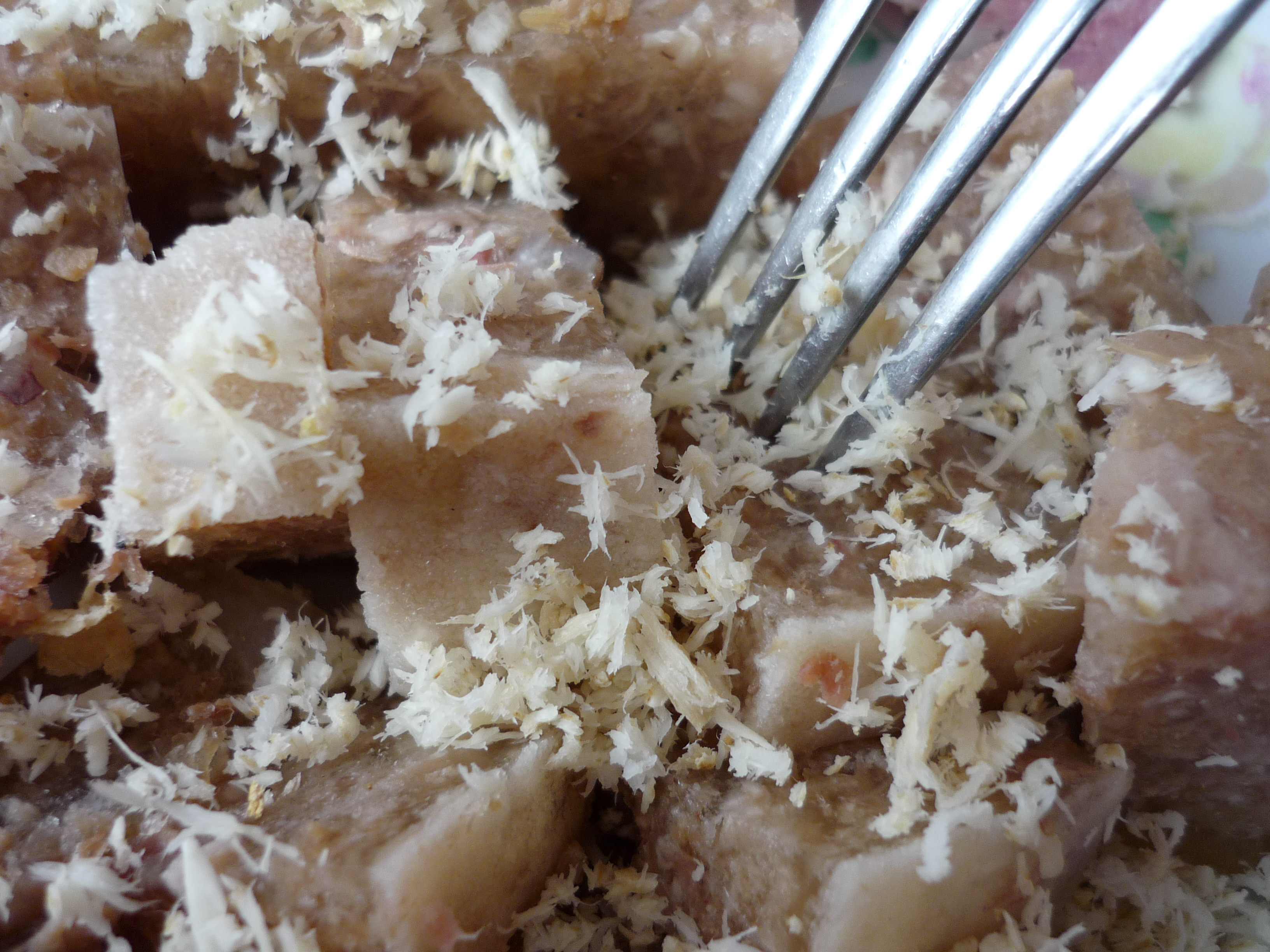
Холодець із хроном
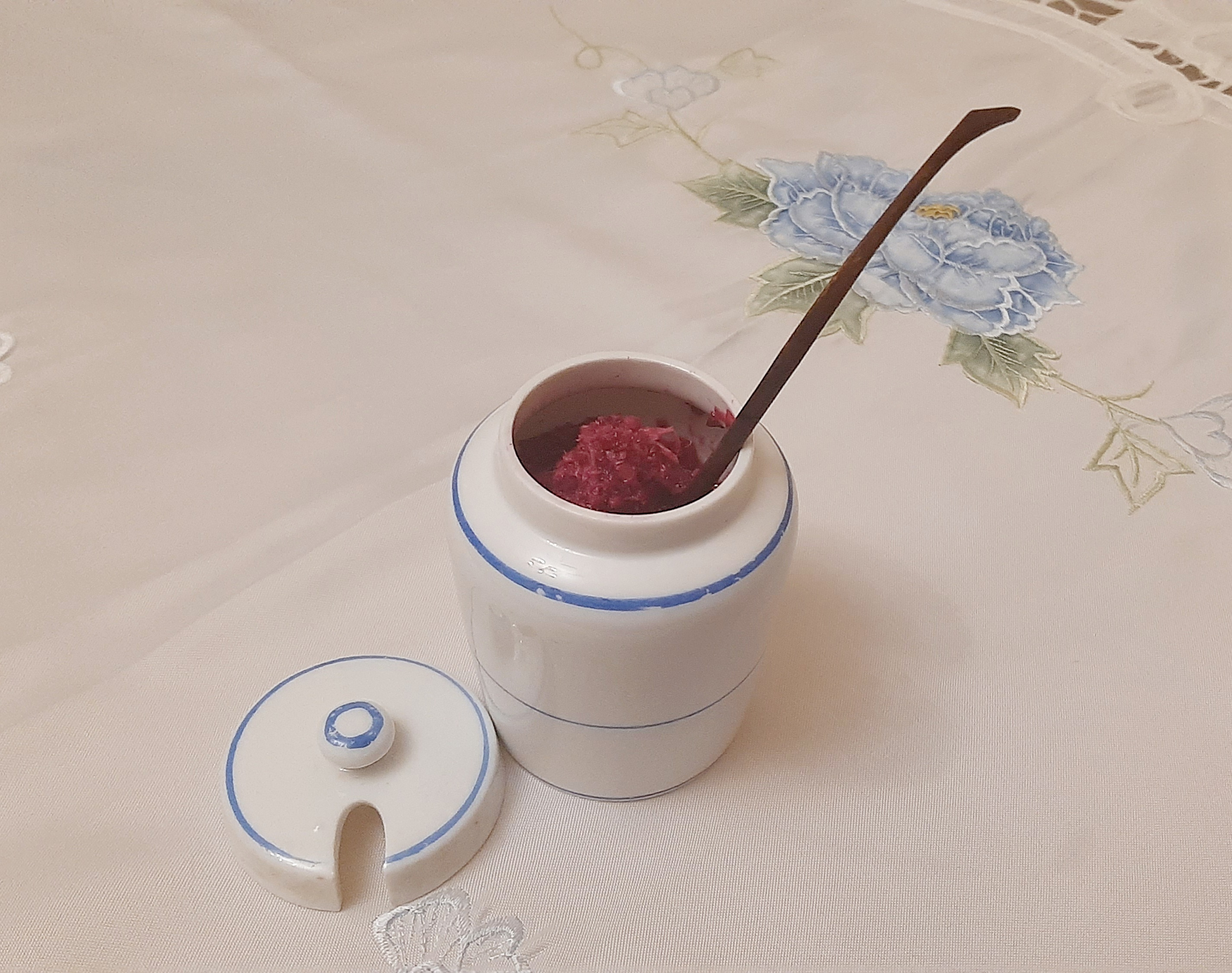
Хрінничка — посудина для тертого хріну

### У медицині
Лікарською сировиною служить коріння.
Свіжий сік багатий лізоцимом, здатним викликати розчинення мікробної стінки, створюючи антибактеріальний бар'єр в організмі. Лізоцим в медичній практиці застосовують як антисептичний засіб.
Хрін має відхаркувальну, протизапальну, антимікробну, болезаспокійливу дії.
Розведений сік хрону застосовують при гастритах із зниженою кислотністю, млявому скорочення кишечника і недостатній функції жовчних шляхів.
Місцево сік використовують для полоскання горла, рота, при зубному болю, при гнійних ранах, як подразнювальний засіб при радикулітах, ревматизмі, невралгії, ішіасі, місцевій шолудивості, себореї і гнійних процесах шкіри.
Встановлено лікувальний ефект хрону при хронічному коліті та холециститі. При ударах і дерматомікозах його накладають у вигляді пластирів. Примочки або маски з кашки роблять для видалення веснянок і пігментних плям, і у суміші з тертими яблуками його рекомендується наносити на обличчя з в'ялою, пористою шкірою.
Ефірна олія в малих концентраціях подразнює слизову оболонку шлунково-кишкового тракту, що супроводжується посиленням секреції залоз різних відділів кишечника і посилює його перистальтику.

### Заготівля
Викопують його восени, обтрушують від землі, засипають піском і зберігають у підвалі. Використовують у міру необхідності.

## Галерея

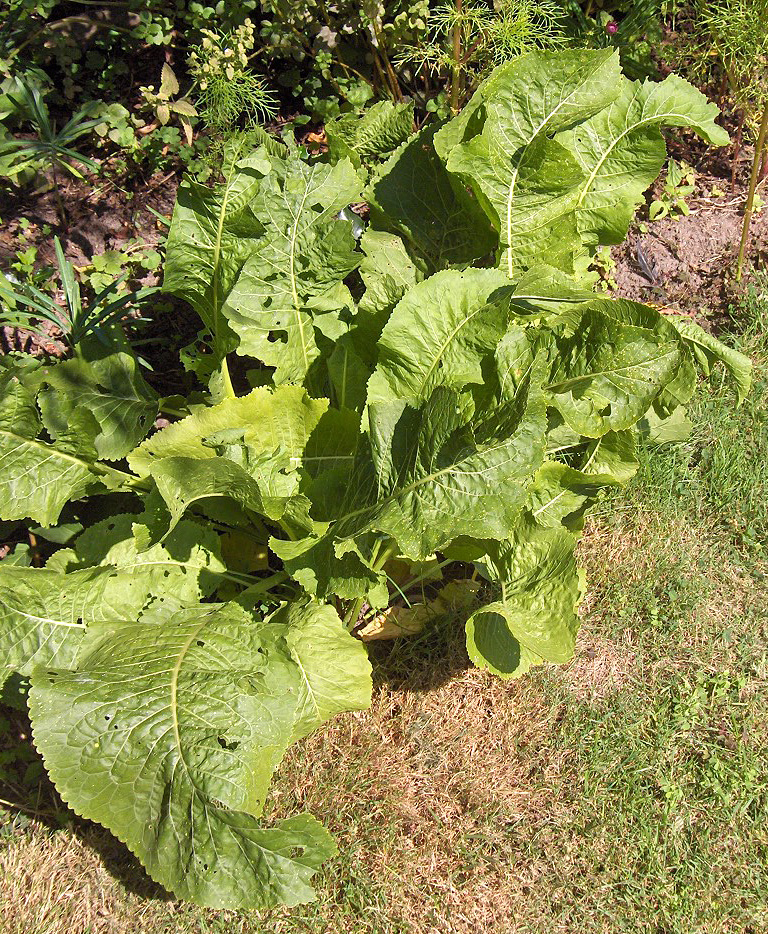
Листя
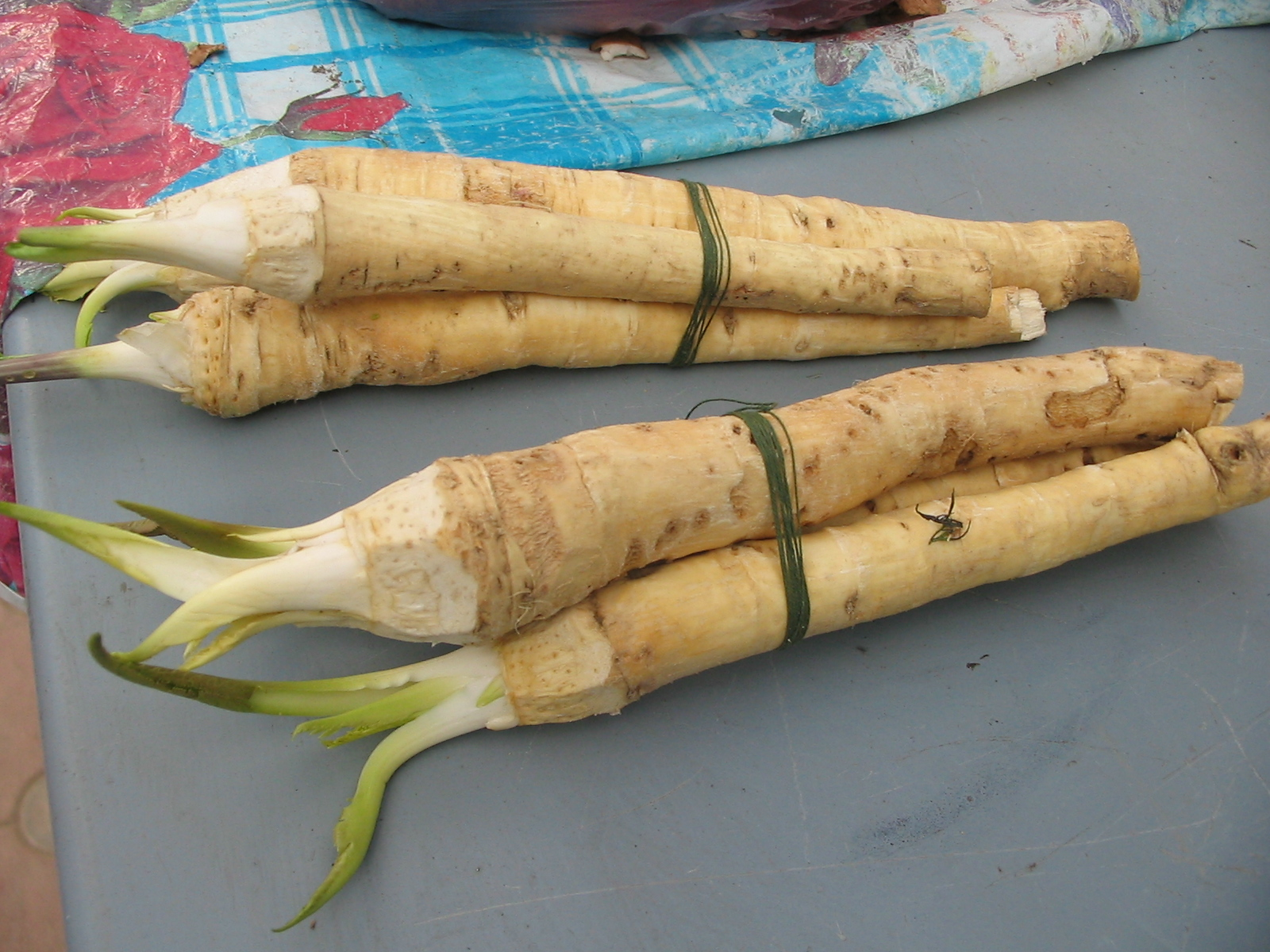
Коріння хрону
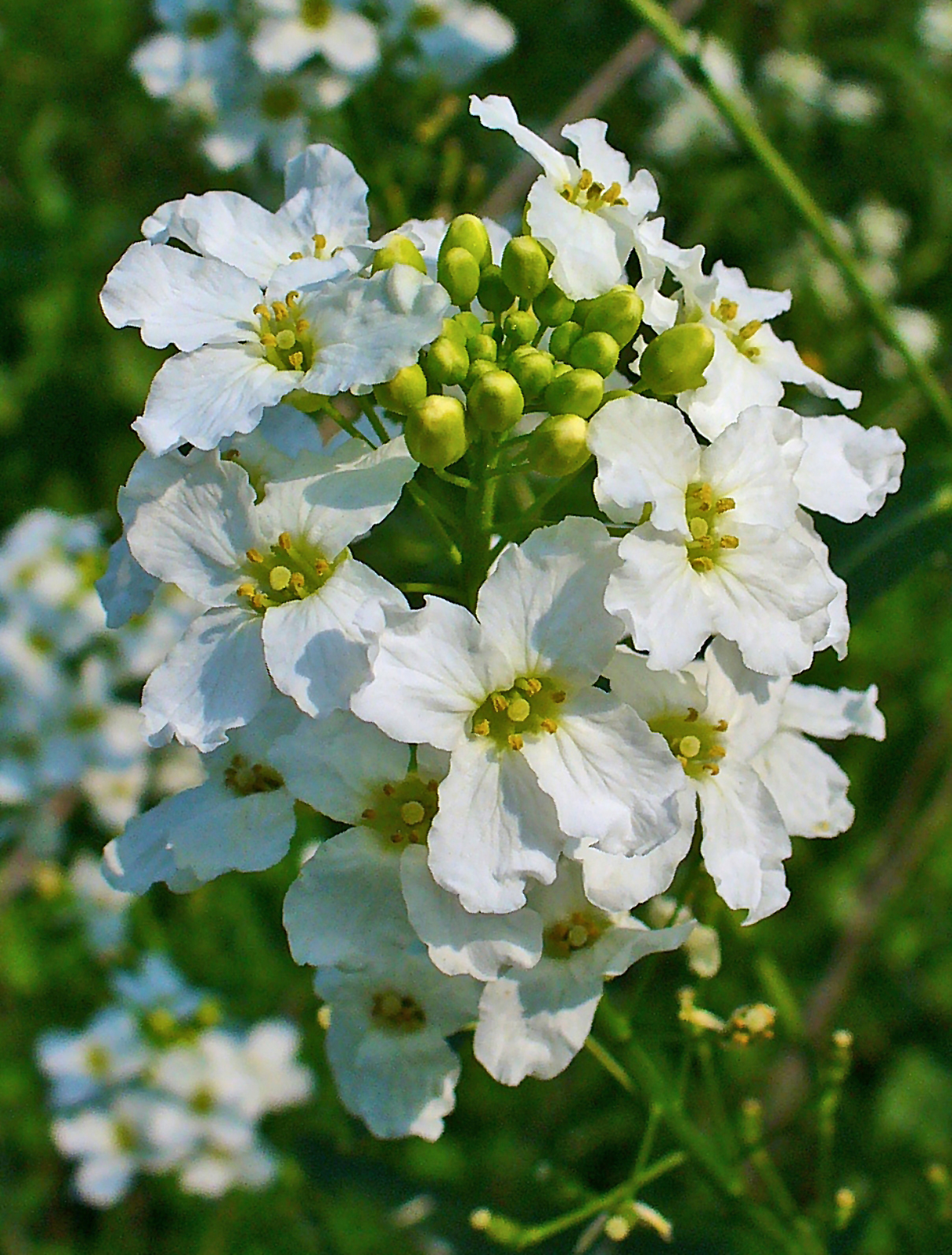
Квіти
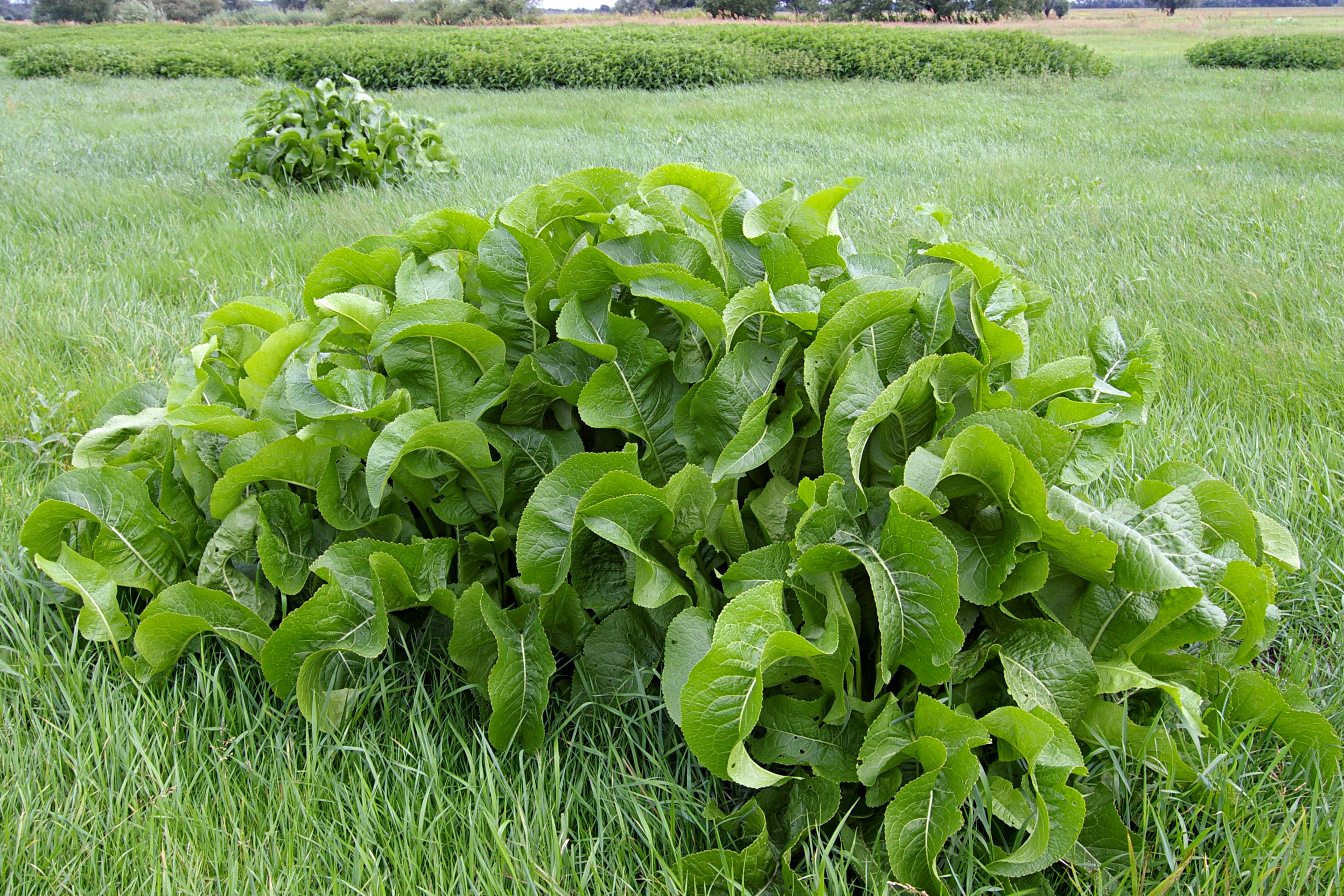
Група рослин в полі
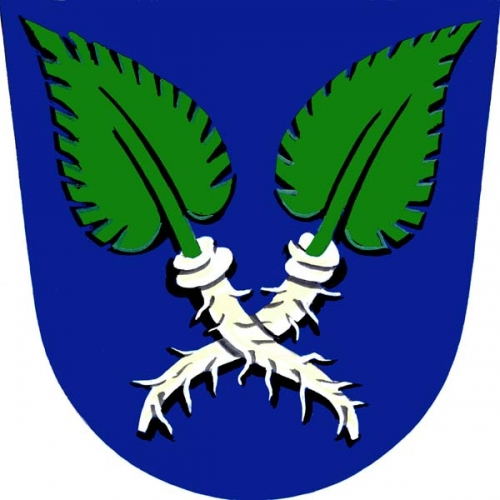
Хрін на гербі